# Tumba (jezioro)
Tumba – płytkie jezioro w północno-zachodniej części Demokratycznej Republiki Konga, w zlewni rzeki Kongo. Powierzchnia – 500 km², głębokość – 2 do 6 m. Występuje 114 gatunków ryb.
Jezioro Tumba zostało odkryte w 1883 przez Henry'ego Mortona Stanleya.